# Смирнова, Любовь Евгеньевна
Любовь Евгеньевна Смирнова (род. 16 июля 1947, Юдино, Зеленодольский район, Татарская АССР, РСФСР, СССР) — советская работница химической промышленности, Герой Социалистического Труда.

## Биография
Родилась 16 июля 1944 года в пос. Юдино Зеленодольского района Татарской АССР.
Училась в Казанское ПТУ, готовившем химиков-аппаратчиков и лаборантов для строящегося в Казани завода «Органический синтез». После окончания училища была направлена на работу в цех газоразделения этого завода. У 1968 году Любовь Евгеньевна стала аппаратчицей высшего класса. Была участницей социалистического соревнования, подавала рационализаторские предложения. В производственных цехах проработала до 1989 года. Затем, по 2004 год, работала в профсоюзной организации завода и вышла на пенсию.
Наряду с производственными обязанностя занималась общественной работой — была профоргом, членом обкома профсоюза, делегатом XV съезда профсоюзов СССР; также избиралась депутатом горсовета, депутатом Верховного Совета РСФСР, депутатом Верховного Совета СССР. Член Центральной ревизионной комиссии КПСС (1986—1990).
В настоящее время находится на пенсии и проживает в Казани; занимается общественной деятельностью — входит в состав Комиссии Общественной палаты Республики Татарстан по вопросам развития институтов гражданского общества. В 2013 году с делегацией Республики Татарстан находилась в Москве на Всероссийском форуме, посвященном 75-летию утверждения звания «Герой Социалистического Труда».

## Награды
- В 1981 году Л. Е. Смирновой было присвоено звание Героя Социалистического Труда с вручением ордена Ленина.
- За досрочное выполнение заданий VIII пятилетки и социалистических обязательств была удостоена медали «За трудовое отличие», а за трудовые успехи в IX пятилетке была награждена орденом Ленина.